# Maj Törnblad
Maj Törnblad, född 15 maj 1911, död 6 augusti 1967 i Stockholm, var en svensk skådespelare. Hon var gift med skådespelaren Gabriel Rosén.

## Filmografi (urval)
- 1933 – Hemslavinnor
- 1935 – Kanske en gentleman
- 1947 – Nyckeln och ringen
- 1948 – Banketten
- 1948 – Var sin väg

## Teater

### Roller
| År   | Roll                                       | Produktion                                                                        | Regi             | Teater                   |
| ---- | ------------------------------------------ | --------------------------------------------------------------------------------- | ---------------- | ------------------------ |
| 1932 | Avdotja, borgmästarens hushållerska        | Revisorn (Ревизор, Revizor) Nikolaj Gogol                                         | Alf Sjöberg      | Dramaten                 |
| 1935 | Hertha                                     | Plats för de unga (Helyet az ifjúságnak) Paul Vulpius                             | Albert Nycop     | Helsingborgs stadsteater |
| 1935 | Flavia                                     | På grund (On the Rocks) George Bernard Shaw                                       | Rudolf Wendbladh | Helsingborgs stadsteater |
| 1935 | Irina Sergejevna Prozorova                 | Tre systrar (Три сeстры, Tri sestry) Anton Tjechov                                | Rudolf Wendbladh | Helsingborgs stadsteater |
| 1935 | Maj Andersson, "Electrical girl"           | Kvartetten som sprängdes Birger Sjöberg                                           | Albert Nycop     | Helsingborgs stadsteater |
| 1936 | Lois                                       | För berömliga gärningar (For Services Rendered) W. Somerset Maugham               | Rudolf Wendbladh | Helsingborgs stadsteater |
| 1936 | Genevieve Lang                             | Älskar - älskar inte (Accent on Youth) Samson Raphaelson                          | Rudolf Wendbladh | Helsingborgs stadsteater |
| 1936 | Sorel Bliss                                | Höfeber (Hay Fever) Noël Coward                                                   | Rudolf Wendbladh | Helsingborgs stadsteater |
| 1936 | Lilly                                      | Förstår vi varandra? Petar Preradović                                             | Albert Nycop     | Helsingborgs stadsteater |
| 1936 | Delfine                                    | Konserten (Das Konzert) Hermann Bahr                                              | Rudolf Wendbladh | Helsingborgs stadsteater |
| 1937 | Hester Grantham                            | Hans högvördighet ordnar allt (The Bishop Misbehaves) Frederick J. Jackson        | Yngve Nordwall   | Helsingborgs stadsteater |
| 1937 | Paula                                      | Sabinskornas bortrövande (Der Raub der Sabinerinnen) Franz och Paul von Schönthan | Albert Nycop     | Helsingborgs stadsteater |
| 1938 | Hero                                       | Mycket väsen för ingenting (Much Ado About Nothing) William Shakespeare           | Rudolf Wendbladh | Helsingborgs stadsteater |
| 1938 | Frankie                                    | Hjärtligt välkomna! (George and Margaret) Gerald Savory                           | Rudolf Wendbladh | Helsingborgs stadsteater |
| 1947 | Mrs. Hedges                                | Född igår (Born Yesterday) Garson Kanin                                           | Per-Axel Branner | Nya Teatern              |
| 1948 | En dam                                     | Henne vi glömmer: Krista (Krista) Knud Sønderby                                   | Sven Lindberg    | Nya Teatern              |
| 1953 | Sarah Churchill, hertiginna av Marlborough | Hertiginnan regerar (Le verre d'eau) Eugene Scribe                                | Brita von Horn   | Dramatikerstudion        |
| 1954 |                                            | Ett glas vatten (Le verre d'eau) Eugene Scribe                                    | Brita von Horn   | Kammarteatern            |
| 1957 |                                            | Arvtagerskan (The Heiress) Ruth och Augustus Goetz                                | Bengt Lagerkvist | Bygdeteatern             |